# Дмитриенко, Иван Сергеевич
Иван Сергеевич Дмитриенко — советский хозяйственный, государственный и политический деятель, Герой Социалистического Труда.

## Биография
Родился в 1908 году в селе Бирзула Ананьевского уезда Херсонской губернии. Член КПСС с 1930 года.
С 1924 года — на хозяйственной, общественной и политической работе. В 1924—1964 гг. — ученик слесаря, слесарь паровозного депо Каменоломни в Шахтинском округе Северо-Кавказского края, машинист паровоза депо Каменоломни, машинист паровозного депо Кавказское, участник Великой Отечественной войны, партизан, боец, комиссар Кропоткинского партизанского отряда, командир стрелкового взвода 3-го батальона 227-го армейского запасного стрелкового полка, машинист локомотивного депо Кавказская Северо-Кавказской железной дороги.
Указом Президиума Верховного Совета СССР от 1 августа 1959 года присвоено звание Героя Социалистического Труда с вручением ордена Ленина и золотой медали «Серп и Молот».
Делегат XXI съезда КПСС.
Умер в Кропоткине в 1987 году.